# Muriel Humphrey Brown
Muriel Fay Buck Humphrey Brown (Huron, 20 de fevereiro de 1912 – Mineápolis, 20 de setembro de 1998) foi uma política norte-americana. Foi a Segunda-Dama dos Estados Unidos de janeiro de 1965 a janeiro 1969 e Senadora dos Estados Unidos pelo estado de Minnesota entre janeiro a novembro de 1978.
Natural da Dakota do Sul, Humphrey Brown foi criada em uma família presbiteriana e educada em escolas públicas. De 1931 a 1932, frequentou aulas na Universidade de Huron, conhecendo nesta época o jovem Hubert Humphrey. Em 3 de setembro de 1936, Muriel Buck casou-se com Hubert Humphrey; eles tiveram quatro filhos. Hubert tornou-se uma importante força política em Minnesota, chegando ao Senado dos Estados Unidos e a Vice-Presidente dos Estados Unidos.
Muriel Humphrey desempenhou um papel indireto na carreira política do marido, mantendo uma certa distância entre seu papel como mãe e a vida pública de Hubert, mas também ajudou-o como uma assessora informal. Em 1978, Hubert faleceu e o Governador Rudy Perpich indicou Muriel para ocupar o assento até que uma eleição especial fosse realizada. Durante seus dez meses no cargo, atuou nas comissões de Relações Exteriores e Assuntos Governamentais.
Depois de deixar o Senado, Muriel retirou-se para Excelsior. Em 1979, casou-se com Max Brown, um viúvo e um velho amigo que conhecia desde os tempos de escola. Em 1998, participou da campanha de seu filho Hubert Humphrey III ao Governo de Minnesota. Naquele outono, faleceu de causas naturais em Mineápolis em 20 de setembro de 1998, aos 86 anos.